# Рот, Ноэ
Ноэ Рот (нем. Noé Roth; род. 27 декабря 2000, Бар, Цуг) — швейцарский фристайлист (акробатика), трёхкратный чемпион мира, трехкратный призёр чемпионатов мира. Обладатель Кубка мира в акробатике (2019/2020 годов). Победитель и призёр этапов Кубка мира. Участник зимних Олимпийских игр 2018 и 2022 годов.

## Биография
В сезоне 2016/2017 годов Ноэ впервые в карьере дебютировал на этапах Кубка мира по лыжной акробатике.
В 2018 году принял участие в зимних Олимпийских играх в Южной Кореи. Занял 16-е место в акробатике.
В 2019 году в составе швейцарской команды по лыжной акробатике стал чемпионом мира. На этом же чемпионате завоевал личную бронзовую медаль в лыжной акробатике.
В следующем сезоне 2019/2020 годов завоевал малый хрустальный глобус в лыжной акробатике.
В 2022 году принял участие в зимних Олимпийских играх в Пекине. В смешанном турнире лыжных акробатов стал четвёртым, а в индивидуальном — 8-м. 
В 2023 году принял участие в чемпионате мира в Бакуриани, где стал чемпионом в личном соревновании.
В марте 2025 года участвовал в чемпионате мира по фристайлу и завоевал золотую медаль в индивидуальной акробатике, а в командном соревновании стал обладателем бронзовой медали.